# Poecilia petenensis
Poecilia petenensis es un pez de la familia de los pecílidos en el orden de los ciprinodontiformes.

## Morfología
Los machos pueden alcanzar los 8 cm de longitud total y las hembras los 12 cm.

## Distribución geográfica
Se encuentran desde el sudeste de México hasta Belice y Guatemala.